# Giày hở ngón

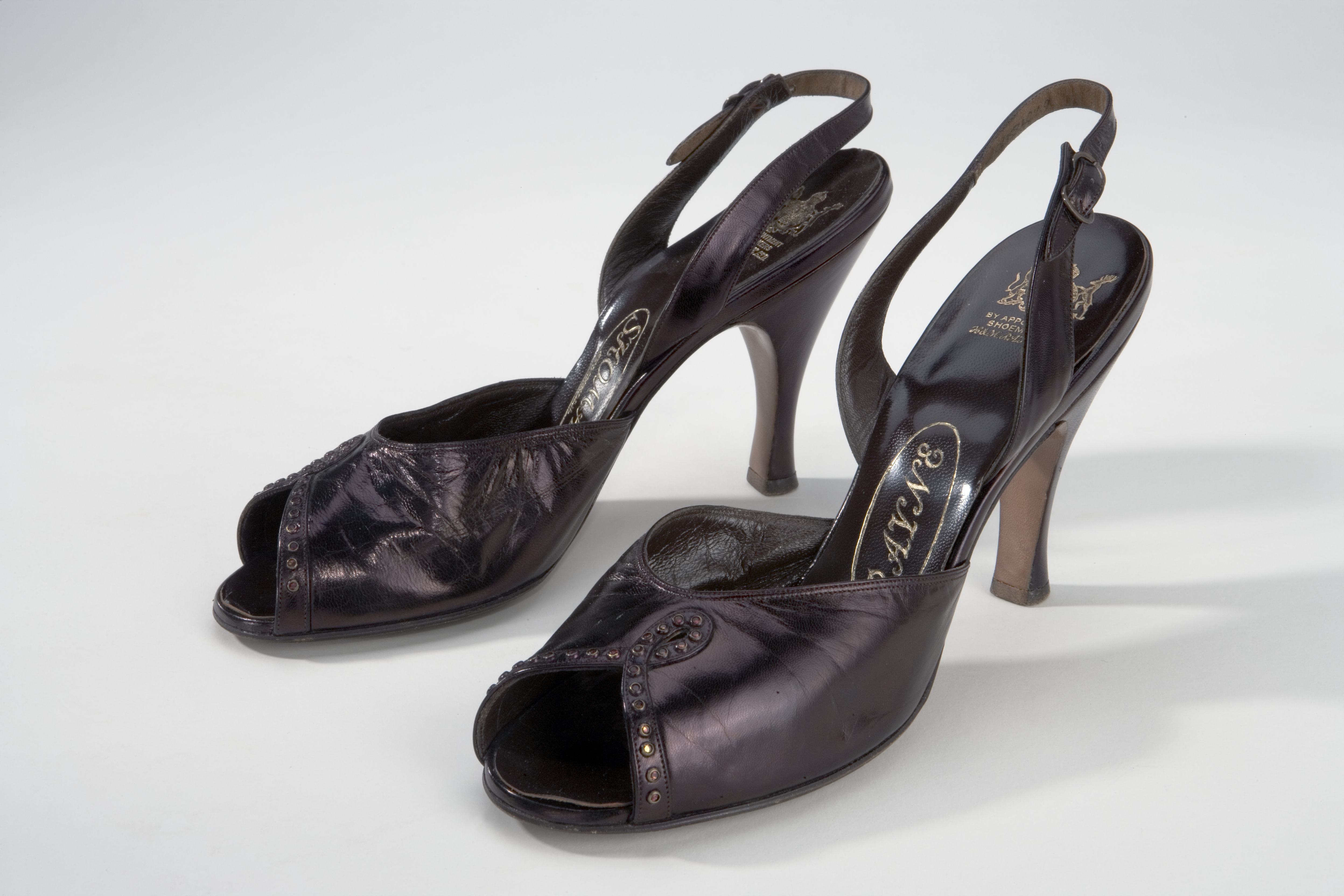
Một đôi giày hở ngón

Giày hở ngón là giày của phụ nữ (thường là court, slingback, bootie hoặc bất kỳ giày công sở nào khác) bên trong có một lỗ mở ở hộp ngón chân để các ngón chân lộ ra ngoài.
Giày hở ngón phổ biến bắt đầu từ thập niên 1940 nhưng đã không còn phổ biến vào thập niên 1960. Giày hở ngón có sự hồi sinh ngắn ngủi vào những năm 1970/80 trước khi trở nên lỗi mốt vào giữa những năm 1990. Gần đây hơn, chúng đã trở nên phổ biến trở lại, với các biến thể như "giày bốt hở ngón" xuất hiện.